# Konkatedrála Nejsvětějšího Jména Ježíšova (Jeruzalém)
Kostel Nejsvětějšího Jména Ježíšova v Jeruzalémě leží v křesťanské čtvrti Starého Města a je konkatedrálou latinského jeruzalémského patriarchátu. Katedrálou je Chrám Božího hrobu, v němž však patriarcha nemůže mít svou katedru, proto patriarcha Giuseppe Valerga dal postavit tento kostel v rezidenci latinského patriarchátu. Je místem pohřbu všech latinských patriarchů od obnovení patriarchátu v roce 1847 (s výjimkou Filippa Camasseiho).